# Aisy Cendré

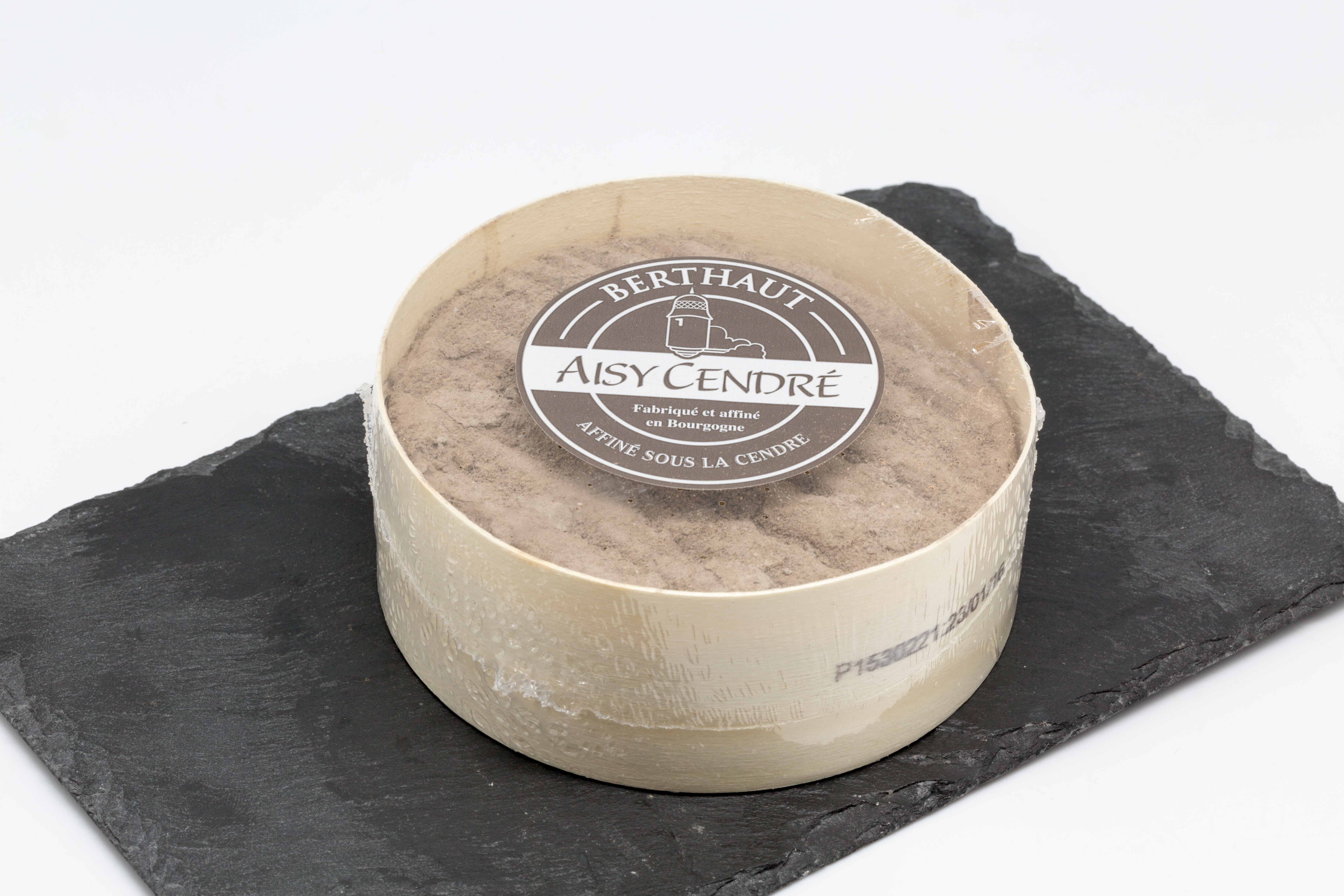

Der Aisy Cendré ist ein französischer, geschmacklich kräftiger Kuh-Rohmilch-Weichkäse mit Ascheschicht aus der Region Burgund. Der Name bezeichnet hierbei die Reifungs- und Veredelungsmethode durch Vergraben eines jungen Käses in Asche. Grundlage können verschiedene burgundische Käsesorten sein.
Der Käse wird ganzjährig in Artisanal-Produktion hergestellt, der Käselaib unerhitzt geformt und nicht gepresst, die Rinde gewaschen. Durch das einmonatige Vergraben des Laibes in Asche erhält der Aisy Cendré seine mit einer Ascheschicht bedeckte schwarz-graue Rinde. Der seitlich nach außen gewölbte zylindrische Laib mit einem Durchmesser von 10 cm und einer Höhe von 3,5 cm hat einen weichen, zur Mitte hin härteren Teig. Der Laib wiegt nach Reifung zwischen 200 und 250 Gramm bei einem Fettgehalt von 50 %.